# Croix des Buttes
La croix des Buttes est située au croisement de l'avenue Roland Garros et de la rue Jean Grimaud avec l'avenue des Genêts, sur la commune de Questembert dans le Morbihan.

## Historique
La croix des Buttes fait l’objet d’une inscription au titre des monuments historiques depuis le 8 mai 1933.

## Architecture
L'écusson de la famille de Carné, vieille famille de Questembert, apparaît sur le côté de la croix en granit.
La croix est encadrée de deux stèles celtiques, taillées dans le granit, mesurant environ un mètre de hauteur.